# Gifford (Illinois)
Gifford es una villa ubicada en el condado de Champaign en el estado estadounidense de Illinois. En el Censo de 2010 tenía una población de 975 habitantes y una densidad poblacional de 832,85 personas por km².

## Geografía
Gifford se encuentra ubicada en las coordenadas 40°18′28″N 88°1′17″O / 40.30778, -88.02139. Según la Oficina del Censo de los Estados Unidos, Gifford tiene una superficie total de 1.17 km², de la cual 1.17 km² corresponden a tierra firme y (0%) 0 km² es agua.

## Demografía
Según el censo de 2010, había 975 personas residiendo en Gifford. La densidad de población era de 832,85 hab./km². De los 975 habitantes, Gifford estaba compuesto por el 97.64% blancos, el 0.41% eran afroamericanos, el 0% eran amerindios, el 0.31% eran asiáticos, el 0% eran isleños del Pacífico, el 1.23% eran de otras razas y el 0.41% pertenecían a dos o más razas. Del total de la población el 1.64% eran hispanos o latinos de cualquier raza.